# 도리텐

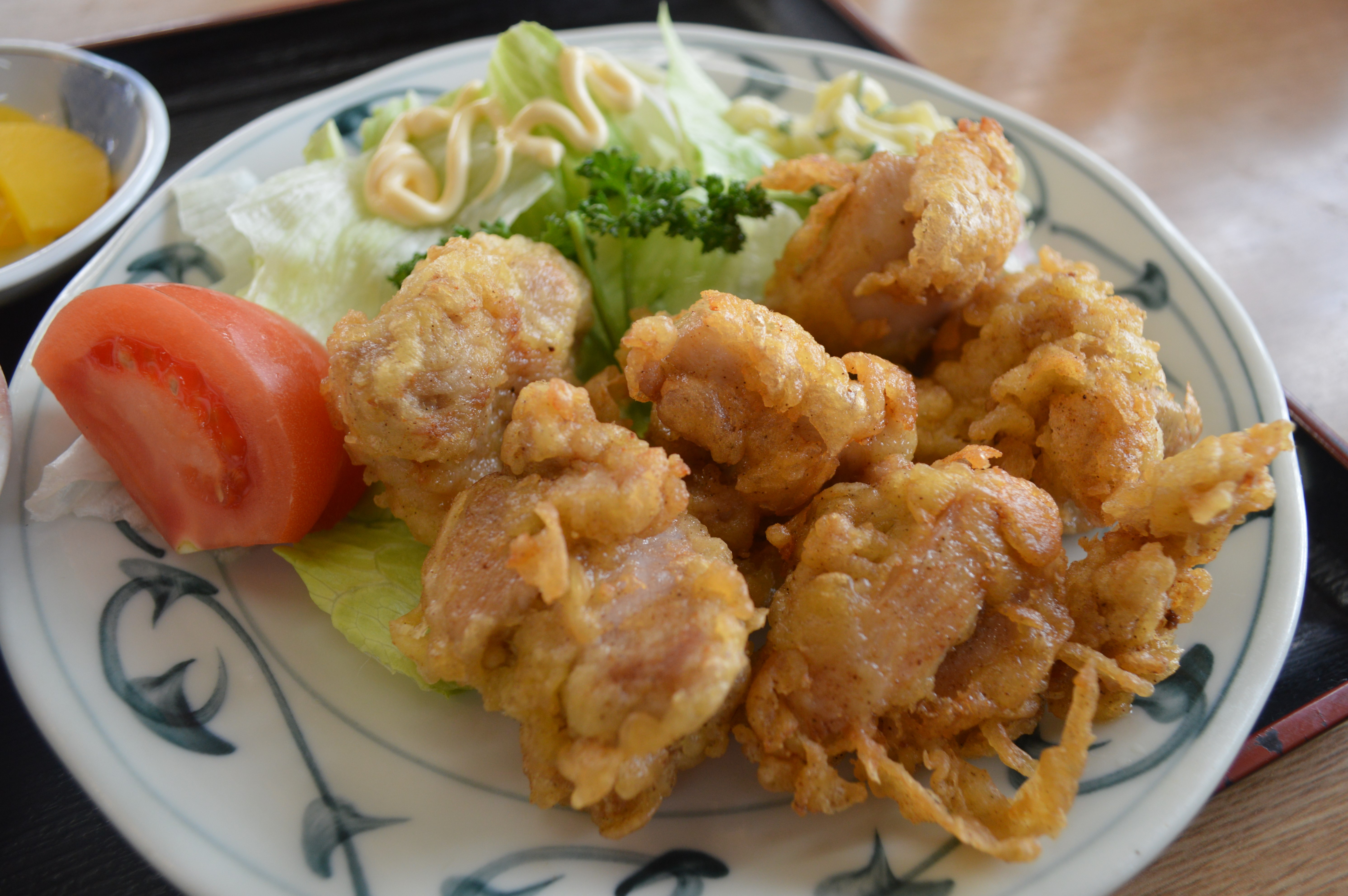
도리텐

도리텐(일본어: とり天)은 닭고기를 튀긴 일본 요리이다.
오이타현에서 시작된 음식으로 그곳에서 매우 인기가 있다. 닭고기의 모든 부분을 사용할 수 있다. 고기를 잘게 썰어 간장, 청주, 마늘 가루에 담그고 튀김 가루에 말아 튀겨낸다. 도리텐은 일반적으로 신선한 채소와 함께 제공되며 튀김 직후에 뜨겁게 먹는다. 가장 일반적인 소스는 겨자를 곁들인 폰즈 소스(간장과 식초로 만든 것)이다. 오이타에서는 가보스 베이스의 소스와 함께 먹는 것도 인기이다.
오이타시 웹사이트에 따르면 도리텐은 오이타시에 있는 레스토랑에서 발명되었다. 그러나 벳푸시에 있는 레스토랑인 토요켄(TOYO-KEN)이 먼저 도리텐을 시작했다는 설도 있다.